# Medicago turbinata
Medicago turbinata o carretón, mielga catalana, es una especie botánica leguminosa del género Medicago. Es originaria de  la cuenca mediterránea. Forma una relación simbiótica con la bacteria Sinorhizobium meliloti, que es capaz de la fijación de nitrógeno.

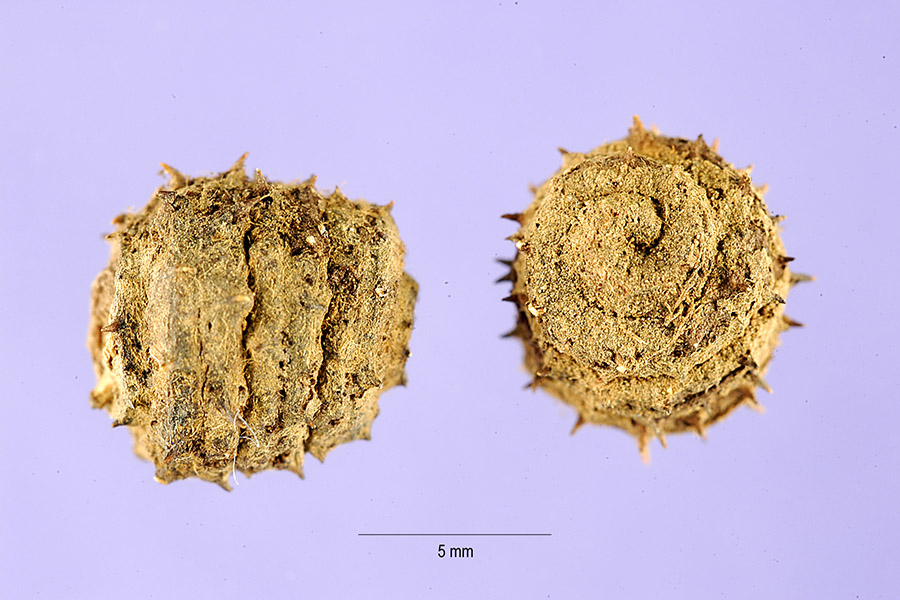
Fruto

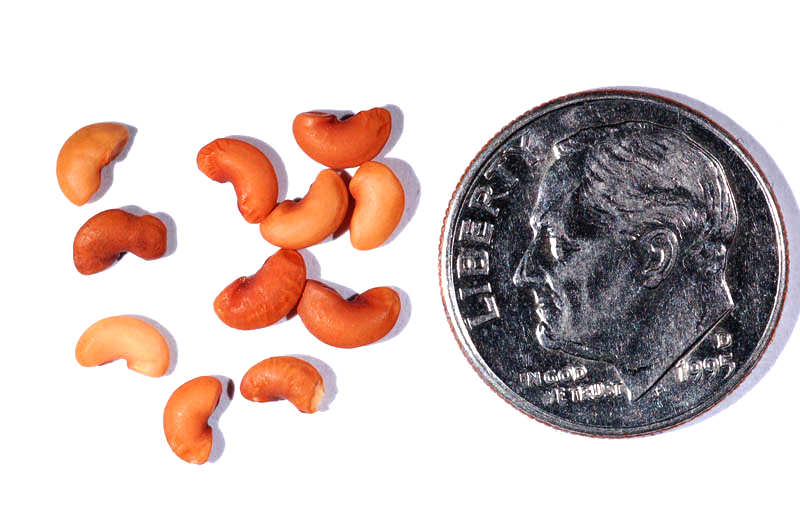
Semillas

## Descripción
Es una hierba anual, de procumbente a ascendente, ramificada desde la base. Los tallos alcanzan un tamaño de 20-50 cm de altura. Hojas con folíolos  obovados, a veces cuneados, oblongo-obovados y agudos. Las inflorescencias en racimos con 2-9 flores; con pedúnculo dos veces más largo que el pecíolo de la hoja contigua.  Corola 6-6,5 mm, amarilla. Fruto 6-7,5 x 6-7 mm, ovoideo, a veces casi turbinado, tuberculado o con espinas muy cortas. Semillas de 4 mm, reniformes, de un color anaranjado obscuro. Tiene un número de cromosomas de 2n = 14, 16.

## Distribución y hábitat
Se encuentra en herbazales y cultivos; a una altitud de 0-500 metros en la región mediterránea y Suroeste de Asia. Islas Baleares y litoral catalán; naturalizada en otros puntos de la península ibérica.

## Taxonomía
Medicago turbinata fue descrita por (L.) All. y publicado en Flora Pedemontana 1: 315. 1785.
Etimología
Medicago: nombre genérico que deriva del término latíno medica, a su vez del griego antiguo: μηδική (πόα) medes que significa "hierba".
turbinata: epíteto latíno que significa "con forma de cono en la parte superior"
Sinonimia
- Medicago polymorpha var. tuberculata Retz.
- Medicago polymorpha var. turbinata L.
- Medicago spinulosa DC.
- Medicago tuberculata (Retz.) Willd.
- Medicago turbinata subsp. spinulosa (DC.) Ponert
- Medicago turbinata var. turbinata[6][7]